# Cyclochlamys martensi
Cyclochlamys martensi is een tweekleppigensoort uit de familie van de Cyclochlamydidae. De wetenschappelijke naam van de soort is voor het eerst geldig gepubliceerd in 1998 door Dijkstra als Cyclopecten martensi.